# WASP-142b
WASP-142b is een exoplaneet in het sterrenbeeld Waterslang.
De gasgigant ligt op ongeveer 1000 lichtjaren van de aarde en zou gelijkenissen vertonen met Jupiter. Zo zou ze ongeveer dezelfde massa hebben. Ze heeft echter vermoedelijk een siderische periode van slechts twee aarddagen.
Ze werd ontdekt door de Britse tiener Tom Wagg die een week stage liep bij de sterrenwacht van Keele University. Hierdoor is hij vermoedelijk de jongste persoon die ook een planeet ontdekte.